# Weaver Township (comté de Humboldt, Iowa)
Weaver Township est un township, du comté de Humboldt en Iowa, aux États-Unis,.
Le comté est fondé en 1858 et est nommé en l'honneur de John N. Weaver, auteur d'un discours, bien accueilli à l'occasion du 4 juillet 1873.

## Source de la traduction
- (en) Cet article est partiellement ou en totalité issu de l’article de Wikipédia en anglais intitulé « Weaver Township, Humboldt County, Iowa » (voir la liste des auteurs).